# 서울명일초등학교
서울명일초등학교는 대한민국 서울특별시 강동구 암사동에 위치한 공립 초등학교이다.

## 학교 연혁
- 1980년 5월 10일 서울명일국민학교 설립인가
- 1996년 3월 1일 현재 교명으로 개칭
- 1997년 11월 11일 도서실 개관
- 2003년 5월 7일 강동영재교육원(수학) 개관
- 2013년 1월 15일 다목적강당(해랑터) 및 본관과 별관 연결통로 준공
- 2016년 3월 13일 도서실 조도 개선 및 반사경 설치(LED)
- 2016년 10월 30일 푸르미 동산 에코스쿨 조성공사
- 2017년 2월 2일 별관 1층 도서실, 돌봄교실, 복도 바닥 교체 및 본관 과학실, 상담실, 학습부진아실 리모델링
- 2017년 8월 31일 학교 석면제거공사 및 냉난방기 교체 공사
- 2018년 9월 7일 본관 옥상방수공사 및 내부 도색
- 2019년 2월 14일 제38회 졸업식(205명, 누계 14932명)
- 2019년 3월 1일 50학급(특수 2 포함) 편성
- 2020년 2월 12일 제39회 졸업식(179명, 누계 15111명)
- 2020년 3월 1일 50학급(특수 2 포함) 편성
- 2022년 3월 1일 이도갑 학교장 퇴임 및 이영주 학교장 부임

## 학교 상징
- 우리 학교 꽃 - 목련 : 추운 겨울을 딛고 남보다 먼저 순백의 꽃으로 피는 목련의 모습처럼 숭고한 정신을 이어받아 어려운 환경 속에서도 때묻지 않고 티없는 마음으로 잘 자라라는 뜻이다.
- 우리 학교 나무 - 향나무 : 사철 푸르른 꿋꿋한 기상과 향기 그윽하고 고결한 품성을 받아 몸과 마음이 튼튼하고 굳세며 바른 행동으로 자라나는 나날이 발전하는 어린이가 되자는 뜻이다.

## 참고 자료
- 서울명일초등학교 - 한국교육학술정보원 학교알리미